# Alain Menu

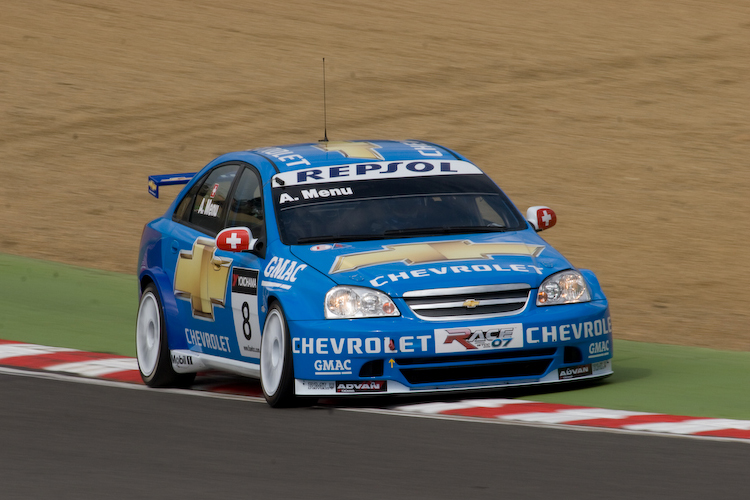
Carrera del Campeonato Mundial de Turismos 2008 en Brands Hatch.

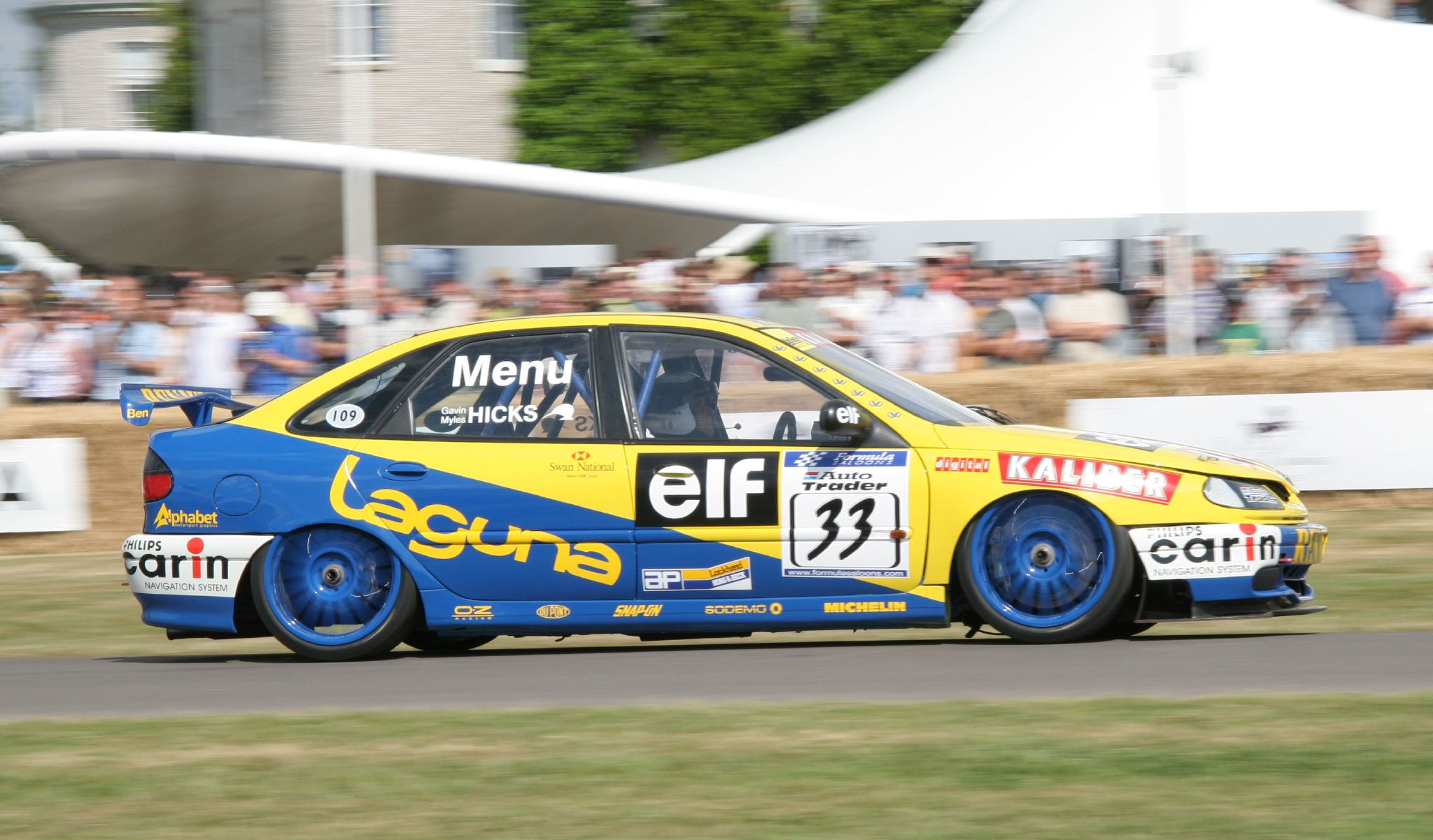
Alain Menu pilotando su Renault Laguna de 1997 en el Festival de Goodwood de 2006.

Alain Menu (Ginebra, Suiza; 9 de agosto de 1963) es un piloto de automovilismo suizo. Fue dos veces vencedor del Campeonato Británico de Turismos en 1997 y 2000, y tres veces subcampeón en 1994, 1995 y 1996. Desde 2005 hasta 2012, fue piloto oficial de Chevrolet en el Campeonato Mundial de Turismos, donde terminó segundo en 2012 y tercero en 2011.
Asimismo, obtuvo una victoria de clase en Petit Le Mans 2003, venció en los 200 km de Buenos Aires de 2006, y finalizó 11º en las 24 Horas de Le Mans de 2004.

## Inicios y BTCC (1987-2000)
Luego de participar de la Fórmula Renault 1600 Francesa y en la Fórmula Ford Británica, Menu compitió en la Fórmula 3 Británica desde 1987 hasta 1990, en cuyo último año resultó subcampeón. En 1990 también participó de la Fórmula 3000 Británica en 1990 y en la Fórmula 3000 Internacional en 1990 y 1991. Luego volvió al Reino Unido a participar del Campeonato Británico de Turismos de 1992 por el equipo oficial de BMW. Pese a lesionarse conduciendo un cuatriciclo durante la octava fecha de doce, el suizo quedó en la novena posición general.
En 1993, Menu compitió para el equipo oficial de Renault con un Renault 19. Logró un triunfo y dos segundos lugares, y concluyó el año en décimo lugar. El nuevo Renault Laguna lo llevó a lograr tres subcampeonatos consecutivos: en 1994 ganó dos de las 21 carreras frente a ocho de un dominante Gabriele Tarquini (Alfa Romeo); en 1995 logró siete victorias en 25 carreras pero fue vencido por John Cleland (Vauxhall); y en 1996 fue el mejor del resto frente a un Audi A4 con tracción total pilotado por Frank Biela.
Menu conquistó el título 1997 con su Laguna al ganar la mitad de las carreras; con el mismo automóvil corrió junto a Jason Plato los 1000 km de Bathurst de ese año. En 1998 ganó tres carreras y quedó en la cuarta colocación final, además de participar de los 1000 km de Bathurst acompañado por Tomas Mezera en un Holden Commodore. Menu pasó al equipo oficial Ford en 1999, cuyo Ford Mondeo fue claramente inferior al resto y le permitió ganar una única carrera en 26. En 2000, Ford dominó el campeonato y Menu logró el primer lugar por delante de sus compañeros de equipo Anthony Reid y Rickard Rydell. También fue 18º en los 1000 km de Bathurst, al volante de un Ford Falcon y con Mark Larkham como compañero de butaca.

## DTM y gran turismos (2001-2004)
Con el declive del Campeonato Británico de Turismos, Menu pasó a competir en el más atractivo Deutsche Tourenwagen Masters para la marca Opel. Fue 21.º en 2001 y 9.º en los dos años siguientes, logrando apenas un podio. Al mismo tiempo participó de otras carreras de turismos y gran turismos. En 2001 corrió en tres fechas del Campeonato FIA GT junto con Rydell en un Ferrari 550 Maranello de la clase GT, triunfando en Jarama. Con el mismo automóvil corrió en 2002 en las 12 Horas de Sebring (abandonó), las 24 Horas de Le Mans (sexto en su clase a 65 vueltas) y el Petit Le Mans (segundo en su clase).
En 2003, Menu ganó el Petit Le Mans y fue cuarto en su clase en las 24 Horas de Le Mans de 2004, nuevamente con una 550 Maranello y con Tomáš Enge y Peter Kox como compañeros de butaca. También en 2004, corrió los 500 km de Sandown y los 1000 km de Bathurst en un Falcon junto con Adam Macrow (quedó 19º en la primera y abandonó en la segunda), quedó segundo en el BTCC Masters, y fue segundo en los 200 km de Buenos Aires del Turismo Competición 2000 en un Chevrolet Astra y acompañado por Christian Ledesma.

## WTCC (2005-2012)
Con la creación del Campeonato Mundial de Turismos para 2005, Menu se unió al equipo oficial de Chevrolet. El Chevrolet Lacetti le permitió puntuar en apenas cuatro de veinte fechas, con un quinto lugar en la primera manga de Macao como mejor resultado. Ese mismo año, abandonó en los 500 km de Sandown y llegó 12º en los 1000 km de Bathurst, en ambos casos pilotando un Falcon y acompañado por Matt Halliday, y fue tercero en los 200 km de Buenos Aires con idéntico automóvil y compañero de equipo que en la edición anterior.
Pese a lograr una victoria en la segunda manga de Brands Hatch y un tercer puesto en la segunda manga de Monza, menu finalizó el Mundial de Turismos 2006 en 15º lugar. Ese mismo año ganó los 200 km de Buenos Aires en un Astra compartido con Matías Rossi. Menu resultó sexto en la temporada 2007 del Mundial de Turismos, con cinco victorias y dos terceras colocaciones en 22 carreras. También participó de la fecha final del Campeonato Británico de Turismos en un Vauxhall Vectra oficial, consiguiendo un cuarto lugar, un sexto lugar y un abandono en las tres mangas.
En 2008, Menu ganó tres carreras del Mundial de Turismos y quedó tercero en dos ocasiones, aunque quedó finalmente en noveno lugar. Además, resultó tercero en los 200 km de Buenos Aires en un Astra con Ledesma como compañero de butaca. El suizo fue vencedor en dos carreras de la temporada 2009 del Mundial de Turismos, ahora a los mandos de un Chevrolet Cruze, lo que sumado a un tercer puesto le significó concluir el año en décima colocación. Acompañando a Guillermo Ortelli en un Astra, fue décimo en el minitorneo Endurance Series 2009 del TC2000.
Menu ganó una carrera del Mundial de Turismos en 2010 y terminó sexto en el campeonato. Además, corrió para Holden en el Gran Premio de Surfers Paradise de los V8 Supercars y para Chevrolet en los 200 km de Buenos Aires. En 2011, el suizo venció en cinco oportunidades y subió al podio en 13 carreras de 24, de manera que terminó tercero en el campeonato detrás de sus compañeros de equipo, Yvan Muller y Robert Huff. Asimismo, disputó los 200 km de Buenos Aires también en un Chevrolet Cruze.
En 2012, Menu logró seis victorias y 16 podios en 24 carreras para Chevrolet, pero Huff lo superó por 12 puntos y debió conformarse con el subcampeonato.

## Etapa final (2013-presente)
Ante la salida de Chevrolet del Campeonato Mundial de Turismos, el suizo se limitó a disputar dos fechas de la Supercopa Porsche 2013.
En 2014, el piloto retornó al Campeonato Británico de Turismos para pilotar un Volkswagen Passat CC del equipo BMR. Logró dos podios y siete top 10 en 30 carreras, por lo que se colocó 11º en la clasificación final.

## Resultados

### Turismo Competición 2000
| Año  | Equipo                      | Auto                 | 1    | 2   | 3   | 4   | 5   | 6   | 7   | 8   | 9   | 10  | 11  | 12    | 13  | 14  | Res. | Puntos |
| ---- | --------------------------- | -------------------- | ---- | --- | --- | --- | --- | --- | --- | --- | --- | --- | --- | ----- | --- | --- | ---- | ------ |
| 2004 |                             |                      | GR   | VIE | SJU | PAR | SL  | OBE | AG  | CON | RC  | SRA | BB  | BA    | RAF | MDP | -    | -      |
| 2004 | Chevrolet Pro Racing        | Chevrolet Astra II   |      |     |     |     |     |     |     |     |     |     |     | 2     |     |     | -    | -      |
| 2005 |                             |                      | BA I | PAR | VIE | SJU | OLA | AG  | CUR | OBE | RAF | SRA | CON | BA II | SL  | GR  | -    | -      |
| 2005 | Chevrolet Elaion Pro Racing | Chevrolet Astra II   |      |     |     |     |     |     |     |     |     |     |     | 3     |     |     | -    | -      |
| 2006 |                             |                      | BA I | OLA | CR  | VIE | SFE | SJU | SRA | RES | CUR | SMM | GR  | BA II | OBE | PAR | -    | -      |
| 2006 | Chevrolet Elaion Pro Racing | Chevrolet Astra II   |      |     |     |     |     |     |     |     |     |     |     | 1     |     |     | -    | -      |
| 2008 |                             |                      | PAR  | SAL | GR  | SFE | SJU | RES | AG  | BA  | OBE | TRH | VIE | SMM   | PDF | PDE | -    | -      |
| 2008 | Chevrolet Elaion            | Chevrolet Astra II   |      |     |     |     |     |     |     | 3   |     |     |     |       |     |     | -    | -      |
| 2009 |                             |                      | AG   | GR  | OBE | SMM | TRH | RES | BA  | CEN | SFE | SFE | SJU | SJU   | PDF |     | -    | -      |
| 2009 | Chevrolet Elaion            | Chevrolet Vectra III |      |     |     |     | 8   |     | Ret |     |     |     |     |       | 5   |     | -    | -      |
| 2010 |                             |                      | PDE  | SMM | GR  | AG  | RES | TRH | LR  | SFE | SFE | CEN | OBE | BA    | PDF |     | -    | -      |
| 2010 | Chevrolet Elaion            | Chevrolet Vectra III |      |     |     |     |     |     |     |     |     |     |     | 9     |     |     | -    | -      |
| 2011 |                             |                      | GR   | SFE | SFE | SMM | SJU | RES | AG  | TRH | LPL | TRE | JUN | PDF   | PAR |     | -    | -      |
| 2011 | Equipo Oficial Chevrolet    | Chevrolet Cruze I    |      |     |     |     |     |     |     |     | 27† |     |     |       |     |     | -    | -      |

#### Copa Endurance Series
| Año  | Equipo           | Auto                 | 1   | 2   | 3   | Res. | Puntos |
| ---- | ---------------- | -------------------- | --- | --- | --- | ---- | ------ |
| 2009 |                  |                      | TRH | BA  | PDF | 12°  | 15     |
| 2009 | Chevrolet Elaion | Chevrolet Vectra III | 8   | Ret | 4   | 12°  | 15     |

### Súper TC 2000
| Año  | Equipo               | Auto              | 1   | 2   | 3  | 4   | 5   | 6  | 7   | 8   | 9   | 10  | 11  | 12  | 13  | Res. | Puntos |
| ---- | -------------------- | ----------------- | --- | --- | -- | --- | --- | -- | --- | --- | --- | --- | --- | --- | --- | ---- | ------ |
| 2014 |                      |                   | RAF | VIE | AG | ROS | TOA | BA | RES | SFE | SFE | SJU | TRH | COD | PDF | -    | -      |
| 2014 | Equipo Chevrolet YPF | Chevrolet Cruze I |     |     |    |     |     | 13 |     |     |     |     |     |     |     | -    | -      |

### TCR Internacional Series
(Clave) (negrita indica pole position) (cursiva indica vuelta rápida)

| Año  | Equipo             | Auto                         | 1   | 2   | 3   | 4   | 5   | 6   | 7   | 8   | 9   | 10  | 11    | 12    | 13  | 14  | 15     | 16     | 17  | 18  | 19  | 20  | 21  | 22  | Pos. | Pts. |
| ---- | ------------------ | ---------------------------- | --- | --- | --- | --- | --- | --- | --- | --- | --- | --- | ----- | ----- | --- | --- | ------ | ------ | --- | --- | --- | --- | --- | --- | ---- | ---- |
| 2015 |                    |                              | MYS | MYS | CHN | CHN | ESP | ESP | POR | POR | ITA | ITA | AUT I | AUT I | RUS | RUS | AUT II | AUT II | SGP | SGP | THA | THA | MAC | MAC | -    | 0    |
| 2015 | Top Run Motorsport | Subaru WRX STi TCR           |     |     |     |     |     |     |     |     |     |     |       |       |     |     |        |        |     |     | 20† | DNS | WD  | WD  | -    | 0    |
| 2016 |                    |                              | BHR | BHR | POR | POR | BEL | BEL | ITA | ITA | AUT | AUT | ALE   | ALE   | RUS | RUS | THA    | THA    | SGP | SGP | MYS | MYS | MAC | MAC | 37.º | 1    |
| 2016 | West Coast Racing  | Honda Civic Type-R TCR (FK2) |     |     |     |     |     |     | Ret | 10  |     |     |       |       |     |     |        |        |     |     |     |     |     |     | 37.º | 1    |
| 2017 |                    |                              | GEO | GEO | BHR | BHR | BEL | BEL | ITA | ITA | AUT | AUT | HUN   | HUN   | ALE | ALE | THA    | THA    | CHN | CHN | EAU | EAU |     |     | -    | -    |
| 2017 | BRC Racing Team    | Hyundai i30 N TCR            |     |     |     |     |     |     |     |     |     |     |       |       |     |     |        |        | 12  | 4   | Ret | 5   |     |     | -    | -    |